# Coleoxestia nitidissima
Espèce
Coleoxestia nitidissima est une espèce de coléoptères de la famille des Cerambycidae.